# Franz von Keil
Franz rytíř von Keil (německy Franz von Assisi Vinzenz Georg Ritter von Keil) (15. září 1862 Mohuč – 22. listopadu 1945 Vídeň) byl rakousko-uherský admirál. U c. k. námořnictva sloužil od roku 1881, vystřídal působení na různých lodích i v námořní administraci, několik let byl zaměstnán v námořní sekci ministerstva války. Uplatnil se jako pedagog a vypracoval se v uznávaného odborníka v oblasti vývoje torpéd. Na začátku první světové války řídil námořní obranu pobřeží Jadranu, později byl velitelem eskadry ve Středomoří. V roce 1918 byl jmenován námořním poradcem císaře Karla I. a dosáhl hodnosti admirála. Po zániku monarchie byl penzionován a od té doby žil v soukromí.

## Životopis

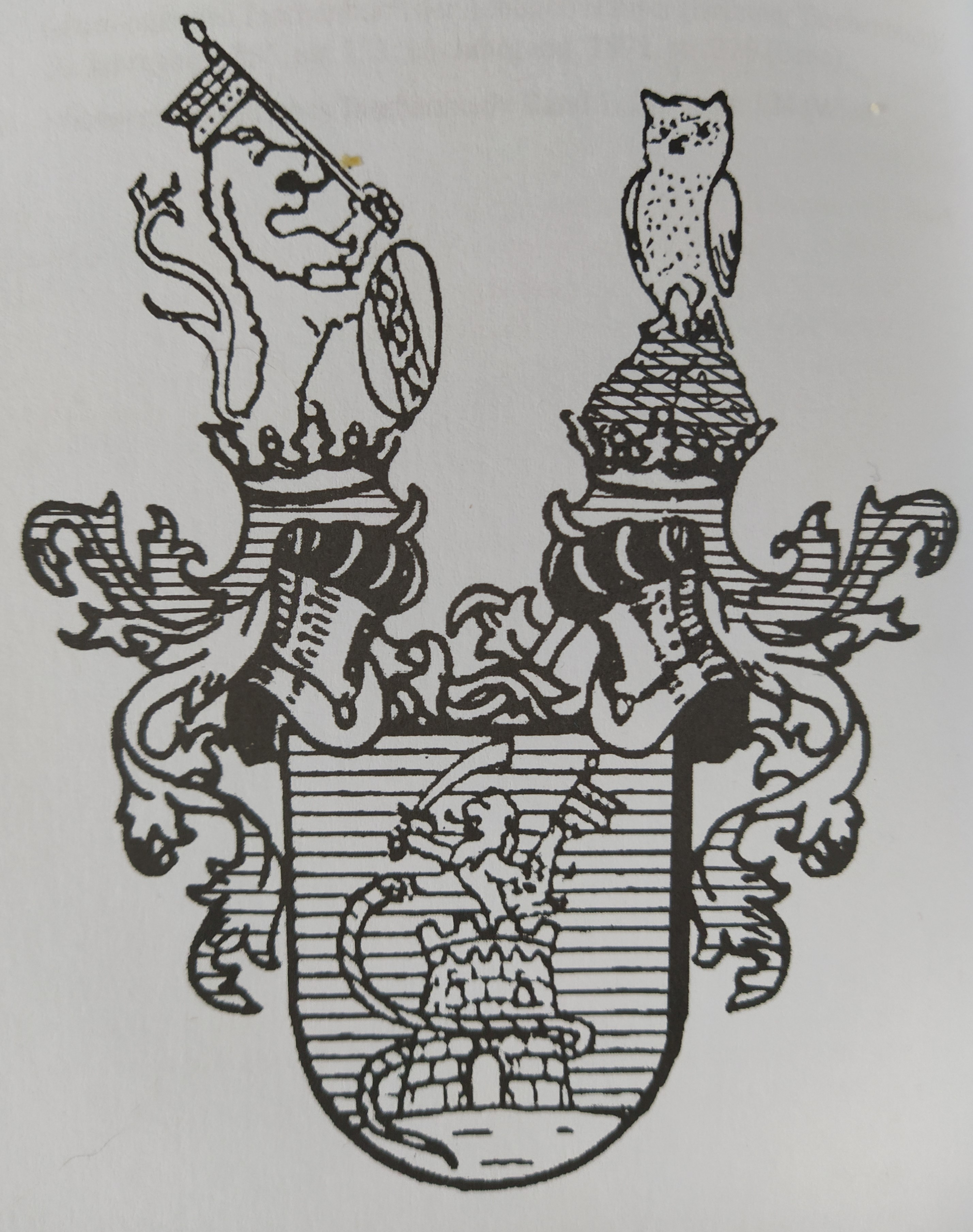
Erb rodu Keilů z roku 1855

Pocházel z bohaté rodiny podnikající v železářském průmyslu na Ostravsku a Opavsku, narodil se jako syn c. k. polního podmaršála Heinricha Keila (1829–1911). Studoval soukromě ve Vídni a Šoproni, v letech 1878–1882 navštěvoval C. k. námořní akademii v Rijece a v hodnosti kadeta (1881) vstoupil do aktivní služby. V roce 1885 byl povýšen na poručíka a sloužil u oblastního námořního velitelství v Terstu, vystřídal službu na různých lodích a působil také u námořního arzenálu. V roce 1905 byl povýšen na korvetního kapitána a velel výcvikové lodi Komet a přidělen k velení flotily, o dva roky později byl jmenován fregatním kapitánem (1907) a absolvoval cestu do severní Ameriky, po návratu přešel k Námořně-technickému výboru (Marinetechnisches Komitee). Mezitím se vyprofiloval jako uznávaný odborník v technických oborech, především ve vývoji torpéd, uplatnil se také jako pedagog. Byl iniciátorem výstavby prvního rakousko-uherského torpédoborce Huszár.
V roce 1911 převzal velení nově postavené válečné lodi typu predreadnought Radetzky, ale již o rok později byl povolán do Vídně, kde byl šéfem prezidiální kanceláře námořní sekce na ministerstvu války a následně přidělen jako vlajkový důstojník vrchnímu veliteli námořnictva Antonu Hausovi. V roce 1913 byl povýšen do hodnosti kontradmirála a stal vlajkovým důstojníkem šéfa námořní sekce na ministerstvu války Karla Kailera. Na začátku první světové války byl velitelem námořní základny v Pule a později převzal velení II. námořní eskadry s vlajkovou lodí Erzherzog Franz Ferdinand. K datu 1. srpna 1917 dosáhl hodnosti viceadmirála a v únoru 1918 byl jmenován námořním poradcem císaře Karla I., jednalo se však spíše o čestnou funkci bez skutečného vlivu. V roce 1918 byl členem válečného tribunálu nad účastníky vzpoury v boce Kotorské a k datu 20. května 1918 byl povýšen do hodnosti admirála. Po zániku monarchie byl k datu 31. prosince 1918 penzionován a od té doby žil v soukromí ve Vídni.

## Tituly a ocenění
Od narození užíval šlechtický titul rytíře, který jeho otec získal v roce 1855. Během služby u námořnictva získal několik ocenění.
- Jubilejní pamětní medaile (1898)
- Vojenský záslužný kříž III. třídy (1906)
- Vojenský jubilejní kříž (1908)
- Řád železné koruny III. třídy (1912)
- rytířský kříž Leopoldova řádu s válečnou dekorací (1915)
- Karlův vojenský kříž (1918)
- Řád železné koruny II. třídy s válečnou dekorací (1918)
- komandérský kříž Leopoldova řádu s válečnou dekorací (1918)

## Rodina
V roce 1890 se v Terstu oženil s Andreou de Vielli (1870– 1941), z manželství se narodila dcera Hertha (1895-1967), provdaná Cimová.
Jeho bratranci Heinrich (1856–1914) a Viktor (1860–1923) byli za zásluhy o rozvoj průmyslu ve Slezsku povýšeni do šlechtického stavu.
Jeho švagr Ludwig Matuschka (1859–1942) byl v c. k. armádě generálem pěchoty a za první světové války velitelem v Krakově.